# Лоуді
Лоуді (кит. спр. 娄底市, піньїнь: Lóudǐ Shì) — місто-округ в китайській провінції Хунань. 

## Географія
Лоуді розташовується у центрі провінції.

### Клімат
Місто знаходиться у зоні, котра характеризується вологим субтропічним кліматом. Найтепліший місяць — липень із середньою температурою 29.1 °C (84.4 °F). Найхолодніший місяць — січень, із середньою температурою 5.4 °С (41.7 °F).
| Клімат Лоуді            | Клімат Лоуді | Клімат Лоуді | Клімат Лоуді | Клімат Лоуді | Клімат Лоуді | Клімат Лоуді | Клімат Лоуді | Клімат Лоуді | Клімат Лоуді | Клімат Лоуді | Клімат Лоуді | Клімат Лоуді | Клімат Лоуді |
| Показник                | Січ.         | Лют.         | Бер.         | Квіт.        | Трав.        | Черв.        | Лип.         | Серп.        | Вер.         | Жовт.        | Лист.        | Груд.        | Рік          |
| Середня температура, °C | 5,4          | 6,3          | 10,9         | 17           | 22,1         | 25,6         | 29,1         | 28,6         | 24,2         | 18,8         | 13,1         | 7,9          | 17,4         |
| Норма опадів, мм        | 56.9         | 84.1         | 120.6        | 194.3        | 213.7        | 193.6        | 107.2        | 114          | 65.6         | 94           | 75.9         | 46           | 1365.9       |
| Днів з опадами          | 15           | 15           | 18,8         | 19,5         | 17,7         | 14,3         | 10,1         | 11           | 9,8          | 13,7         | 13,5         | 13,1         | 171,5        |
| Вологість повітря, %    | 77.8         | 80.2         | 81           | 81.1         | 80.5         | 81           | 75.7         | 76           | 76.6         | 77.8         | 77.8         | 76.5         | 78.5         |
| ----------------------- | ------------ | ------------ | ------------ | ------------ | ------------ | ------------ | ------------ | ------------ | ------------ | ------------ | ------------ | ------------ | ------------ |
| Джерело: Weatherbase    |              |              |              |              |              |              |              |              |              |              |              |              |              |

## Адміністративний поділ
Міський округ поділяється на 1 район, 2 міста і 2 повіти:
| Карта                                          | Карта      | Карта    | Карта            |
| ---------------------------------------------- | ---------- | -------- | ---------------- |
| Сіньхуа ① Ляньюань Лоусін Шуанфен ① Леншуйцзян |            |          |                  |
| Статус                                         | Назва      | Оригінал | Населення (2020) |
| Район                                          | Лоусін     | 娄星区   | 752 530          |
| Місто                                          | Леншуйцзян | 冷水江市 | 329 912          |
| Місто                                          | Ляньюань   | 涟源市   | 862 099          |
| Повіт                                          | Сіньхуа    | 新化县   | 1 196 538        |
| Повіт                                          | Шуанфен    | 双峰县   | 685 917          |